# Yaritza Abel
Yaritza Abel Rojas (Santiago de Cuba, 26 augustus 1983) is een Cubaans judoka, die haar vaderland vertegenwoordigde bij de Olympische Spelen in 2012 (Londen). Daar werd ze in de tweede ronde uitgeschakeld door de Française Gévrise Émane, die later de bronzen medaille won. Abel is vijfvoudig Cubaans kampioene.

## Erelijst

### Wereldkampioenschappen
- 2010 – Tokio, Japan (– 63 kg)

### Pan-Amerikaanse Spelen
- 2011 – Guadalajara, Mexico (– 63 kg)

### Pan-Amerikaanse kampioenschappen
- 2006 – Buenos Aires, Argentinië (– 63 kg)
- 2010 – San Salvador, El Salvador (– 63 kg)
- 2011 – Guadalajara, Mexico (– 63 kg)
- 2012 – Montreal, Canada (– 63 kg)